# Helplessness Blues
Helplessness Blues — второй студийный альбом американской инди-фолк-группы Fleet Foxes, выпущенный 3 мая 2011 года лейблами Sub Pop и Bella Union. Альбом получил всеобщее признание критиков и был номинирован на 54-ю ежегодную премию «Грэмми» в категории «Лучший фолк-альбом». Релиз занял 4-е место в Billboard 200, что стало самой высокой позицией группы в чарте на сегодняшний день. В поддержку альбома Fleet Foxes отправились в мировой тур Helplessness Blues Tour.
Helplessness Blues — первый студийный альбом группы, в котором приняли участие бас-гитарист Кристиан Варго и мультиинструменталист Морган Хендерсон. Это также единственный альбом Fleet Foxes с участием барабанщика и бэк-вокалиста Джоша Тиллмана, который покинул группу в 2012 году и занялся сольной карьерой под именем Father John Misty.

## Релиз
Обложка альбома была проиллюстрирована художником из Сиэтла Тоби Либовицем и нарисована художником Кристофером Андерсоном. Заглавный трек «Helplessness Blues» был выпущен для бесплатного скачивания 31 января 2011 года, а премьера четвертого трека альбома, «Battery Kinzie», состоялась на шоу Зейна Лоу 22 марта. В поддержку альбома их лейбл Sub Pop также выпустил на своем сайте загружаемое музыкальное видео, состоящее из записей и других разноплановых кадров, наложенных на «Grown Ocean». Ко Дню музыкального магазина 16 апреля группа выпустила 12-дюймовый сингл с двойной А-стороной заглавного трека, дополненный «Grown Ocean» в США и «Battery Kinzie» в Европе.
1 ноября на YouTube-аккаунте Sub Pop и Vimeo Шона Пекнольда было опубликовано видео на песню «The Shrine / An Argument».

## Композиция
На альбоме Helplessness Blues группа Fleet Foxes взяла курс на инди-фолк, чеймбер-поп и «скрупулезный, экспансивный» фолк-рок. На альбоме они также создали стиль барокко-фолк-поп.
Стиль американа их дебюта также сменился более сильным влиянием психоделического фолка, особенно британского 1960-х годов.

## Отзывы
| Совокупная оценка    | Совокупная оценка |
| Источник             | Оценка            |
| -------------------- | ----------------- |
| AnyDecentMusic?      | 8.1/10            |
| Metacritic           | 85/100            |
| Оценки критиков      |                   |
| Источник             | Оценка            |
| AllMusic             | [ 5 ]             |
| The A.V. Club        | A                 |
| Entertainment Weekly | B−                |
| The Guardian         | [ 12 ]            |
| The Independent      | [ 13 ]            |
| Los Angeles Times    | [ 14 ]            |
| NME                  | 4/10              |
| Pitchfork            | 8.8/10            |
| Rolling Stone        | [ 17 ]            |
| Spin                 | 9/10              |

Альбом Helplessness Blues получил положительные отзывы критиков. На сайте Metacritic, который присваивает средневзвешенную оценку из 100 баллов рецензиям мейнстримных изданий, этот релиз получил средний балл 85, основанный на 42 рецензиях, что свидетельствует о «всеобщем признании».
Ларри Фицморис из Pitchfork написал, что «аналитическая и любознательная природа альбома никогда не переходит в самоуничижение» и что «среди хаоса альбом демонстрирует расширенный диапазон группы и успешный риск, сохраняя при этом то, за что многие полюбили группу с самого начала». Крис Мартинс из The A.V. Club похвалил «утончённые, ищущие правды песни», а Алексис Петридис из The Guardian назвал альбом «почти смехотворно прекрасным». Энди Гилл, написавший в The Independent, считает, что Fleet Foxes «удалось сделать гигантский творческий шаг, не отбросив своего основного звучания». Роберт Кристгау, пренебрежительно отзывавшийся о предыдущих релизах группы, поставил альбому одну звезду, указав, что «достойная работа, которая вполне может понравиться потребителям, настроенным на её главенствующую эстетику или индивидуальное видение», и объявил его «более мрачным и социально сознательным, чем могут заметить как их поклонники-эскаписты, так и их идеологические хулители».
Альбом был номинирован в категории Лучший фолк-альбом на 54-й церемонии Грэмми.

### Итоговые списки
| Публикация           | Список                                     | Год  | Ранг |
| -------------------- | ------------------------------------------ | ---- | ---- |
| Consequence of Sound | Top 50 Albums of 2011                      | 2011 | 14   |
| The Guardian         | The Best Albums of 2011                    | 2011 | 20   |
| Paste                | The 50 Best Albums of 2011                 | 2011 | 2    |
| Paste                | The 100 Best Indie Folk Albums of All Time | 2020 | 33   |
| Pitchfork            | The Top 50 Albums of 2011                  | 2011 | 15   |
| Pitchfork            | The 200 Best Albums of the 2010s           | 2019 | 135  |
| PopMatters           | The 75 Best Albums of 2011                 | 2011 | 1    |
| Rolling Stone        | 50 Best Albums of 2011                     | 2011 | 4    |
| Spin                 | The 50 Best Albums of 2011                 | 2011 | 33   |
| Stereogum            | Top 50 Albums of 2011                      | 2011 | 31   |
| Uncut                | The Top 50 Albums of 2011                  | 2011 | 12   |

## Список композиций
Слова и музыка всех песен — Robin Pecknold, аранжировка Fleet Foxes.
| №                   | Название                     | Длительность |
| ------------------- | ---------------------------- | ------------ |
| 1.                  | «Montezuma»                  | 3:36         |
| 2.                  | «Bedouin Dress»              | 4:30         |
| 3.                  | «Sim Sala Bim»               | 3:14         |
| 4.                  | «Battery Kinzie»             | 2:50         |
| 5.                  | «The Plains / Bitter Dancer» | 5:54         |
| 6.                  | «Helplessness Blues»         | 5:02         |
| 7.                  | «The Cascades»               | 2:08         |
| 8.                  | «Lorelai»                    | 4:25         |
| 9.                  | «Someone You'd Admire»       | 2:30         |
| 10.                 | «The Shrine / An Argument»   | 8:06         |
| 11.                 | «Blue Spotted Tail»          | 3:05         |
| 12.                 | «Grown Ocean»                | 4:36         |
| Общая длительность: | Общая длительность:          | 49:56        |

## Чарты
| Чарт (2011)                         | Высшая позиция |
| ----------------------------------- | -------------- |
| Австралия (ARIA)                    | 6              |
| Австрия (Ö3 Austria)                | 29             |
| Бельгия/Фландрия (Ultratop)         | 2              |
| Бельгия/Валлония (Ultratop)         | 25             |
| Канада (Canadian Albums Chart)      | 8              |
| Дания (Hitlisten)                   | 18             |
| Нидерланды (Album Top 100)          | 5              |
| Финляндия (Suomen virallinen lista) | 16             |
| Франция (SNEP)                      | 54             |
| Германия (Offizielle Top 100)       | 11             |
| Ирландия (IRMA)                     | 3              |
| Италия (Classifica album)           | 44             |
| Новая Зеландия (RMNZ)               | 12             |
| Норвегия (VG-lista)                 | 1              |
| Португалия (AFP)                    | 23             |
| Шотландия (Scottish Albums Chart)   | 2              |
| Испания (PROMUSICAE)                | 23             |
| Швеция (Sverigetopplistan)          | 3              |
| Швейцария (Schweizer Hitparade)     | 31             |
| Великобритания (UK Albums Chart)    | 2              |
| США (Billboard 200)                 | 4              |
| США (Billboard Top Rock Albums)     | 2              |

| Чарт (2011)                        | Позиция |
| ---------------------------------- | ------- |
| Belgian Albums (Ultratop Flanders) | 63      |
| Swedish Albums (Sverigetopplistan) | 85      |
| UK Albums (OCC)                    | 81      |
| US Billboard 200                   | 123     |
| US Top Rock Albums (Billboard)     | 18      |

## Сертификации
| Регион | Сертификация | Продажи |
| --- | ------------ | ------- |
| Португалия (AFP) | Золотой      | 10 000^ |
| Великобритания (BPI) | Золотой      | 164,918 |
| США (RIAA) | Золотой      | 500 000 |
| ^ Данные о тиражах приведены только на основе сертификации. · Данные о продажах + прослушиваниях приведены только на основе сертификации. |              |         |